# GNU Fortran
GNU Fortran (Gfortran) ist ein freier Compiler für die Programmiersprache Fortran. Er ist Teil der GNU Compiler Collection. GNU Fortran unterstützt den vollen Sprachstandard von Fortran 95, Teile von Fortran 2003 und von Fortran 2008 sowie einige Erweiterungen (z. B. Cray pointers). Indexüberprüfung zur Laufzeit wird ebenfalls angeboten. Mit der aktuellen Version von GNU Debugger steht auch ein Source-Level-Debugger zur Verfügung. Gfortran hat den älteren Compiler g77 ersetzt, der seit GCC 4.0 nicht mehr gepflegt wird. Gfortran entstand als Abspaltung von g95.
Portierungen auf die Windows-Plattform werden durch MinGW und Cygwin bereitgestellt.
Seit Ende 2017, mit Version 8, wird Fortran 2003 nahezu vollständig unterstützt. Einige Funktionen haben noch Fehler in der Implementierung und funktionieren nur teilweise. Mit Version 4.6 wurde auch schon über 80 % von Fortran 2008 unterstützt. Mit der Version 8 fehlen nur noch 4 Module und 3 sind bisher nur partiell vorhanden.